# Požun (Ozalj)
Požun is een plaats in de gemeente Ozalj in de Kroatische provincie Karlovac. De plaats telt 50 inwoners (2001).